# Kőrösi-sztúpa
A Kőrösi-sztúpa, vagy teljes nevén Kőrösi Csoma Sándor békesztúpa, a magyarországi buddhizmus egyik fontos építménye Tar községben, amelyet a 14. Dalai Láma szentelt fel 1992. július 22-én a magyarországi egyházak és más közszereplők jelenlétében, Kőrösi Csoma Sándor, a magyar bódhiszattva halálának 150. évfordulóján. Dordzse Lopön Láma Ngawang inspirációjával és szellemi vezetésével különböző egyházi, politikai, illetve magánszemélyek és vállalatok adományaiból épült fel négy hónap alatt. Ma a Magyarországi Karma Kagyüpa Buddhista Közösség egyik központjaként működik.
Az általában zárt sztúpáktól eltérően a tari építménybe be is lehet menni. A 13 méter magas épület központi tengelyébe életfát helyeztek, melyben szent relikviák találhatók. A sztúpa folyamatosan forgó imakereke („mani-korló”) összesen négyszázmillió matrát tartalmaz, amelyek a Buddha tanításának lényegét tartalmazzák. A buddhista hagyományok szerint a Buddha az első tanításával megforgatta a tan kerekét. Az imakerék forgása azt szimbolizálja, hogy a tanítás tovább él. Aki imakereket forgat, az a Buddha tanításait gyakorolja.

## A Kőrösi Csoma Sándor emlékpark
A sztúpa a Kőrösiről elnevezett emlékpark területén helyezkedik el. A park bejárata előtt egy teaház és ajándékbolt működik. A park épületei közül egy emlékpavilon Kőrösi életútját mutatja be. Az időszakosan nyitva tartó Tara Templomban (Szabadító Buddha Anya Templom) meditációs gyakorlatokat és elvonulásokat tartanak. A Tara templomot Cültrim Rinpocse és Láma Csöpel (Füzeskúti Ferenc) avatta fel 2011-ben, melyet azóta is több neves és kiváló tibeti mester szentelt meg. A Szkíta és Magyar Szellemiség Központja (Nemrót Aranykertje Templom) külön épületet kapott, amely az ősi hun templomok stílusát követi .

## Elhelyezkedése
A Mátraaljában, a Zagyva folyó széles völgyére néző lankáson, közvetlenül a 21-es út mellett, Tar község határában található az Emlékpark és benne a sztúpa. Autóval Hatvan felől közelíthető meg a 21-es főúton a Sámsonháza–Nagybárkány táblával jelzett elágazásig. Az emlékparknak van saját parkolója is. Gyalogosan a tari vasútállomástól negyedórás séta. A 21-es útig elsétálva bal oldali irányban 600 méter után elérhető az emlékpark.

## A Magyar Bodhiszattva sztúpája
Kőrösi Csoma Sándorról másik sztúpát is neveztek el Magyarországon. A tari Kőrösi-sztúpa előtt tíz évvel épült meg Rács Géza magánterületén hazánk legelső sztúpája, a Magyar Bodhiszattva sztúpája. A buddhizmusban a bódhiszattva  (szanszkrit: बोधिसत्त्व bódhiszattva; páli: बोधिसत्त bódhiszatta) vagy egy megvilágosodott (bódhi) lét (szattva) vagy egy megvilágosodott személy vagy a szanszkrit helyesírás szerint véve (satva) "hős tudatú (szatva) a megvilágosodásért (bódhi)". Találkozhatunk még magyarul a világosságra törő vagy a megvilágosodott lény kifejezésekkel. A théraváda buddhizmusban ez a cím elsősorban Gautama Buddhát takarta, mielőtt megvilágosodott volna. A mahájána buddhizmusban bővebb jelentéssel bír.

## Galéria

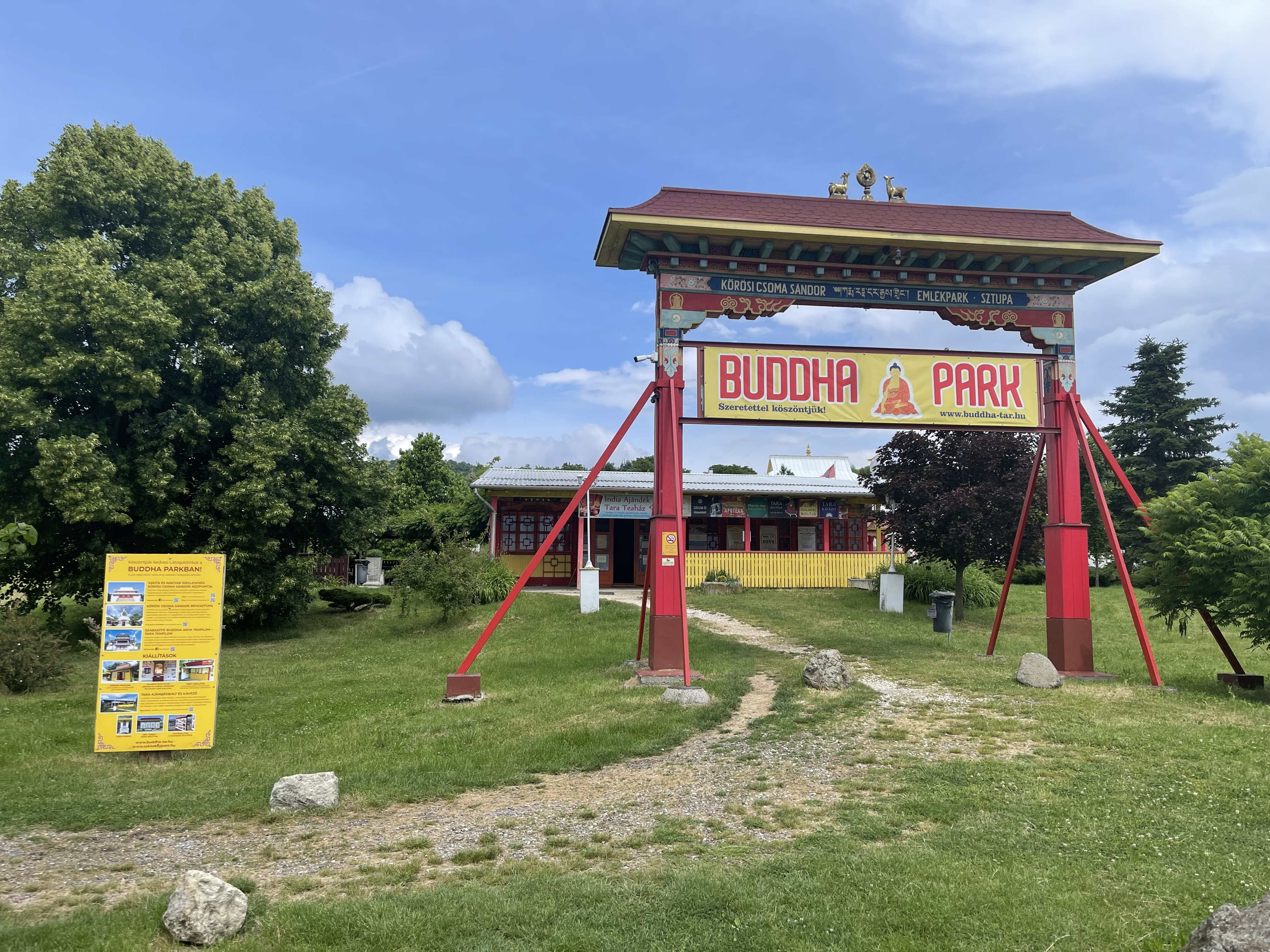
A Buddha Park bejárata
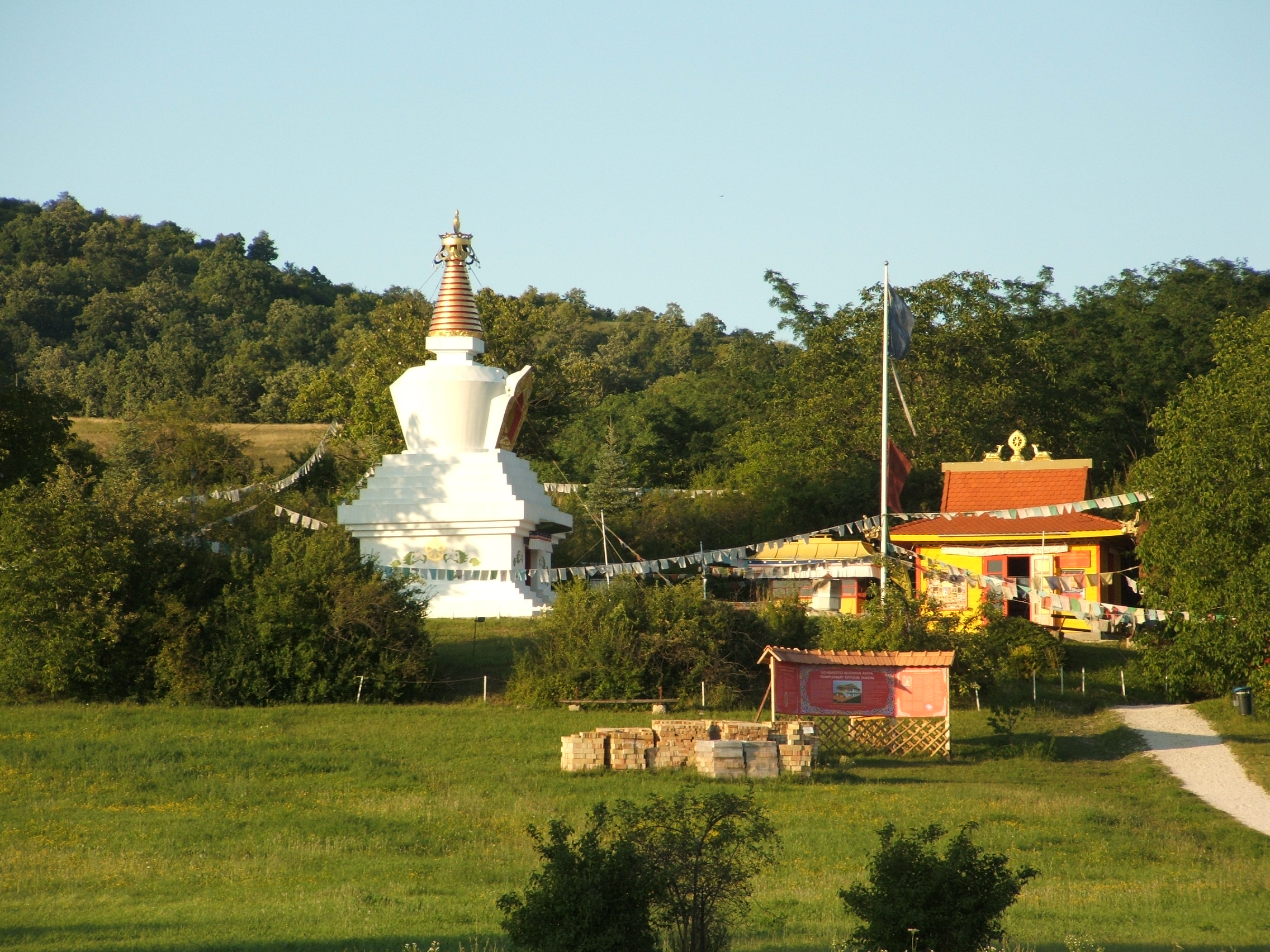
A Buddha Park látványa
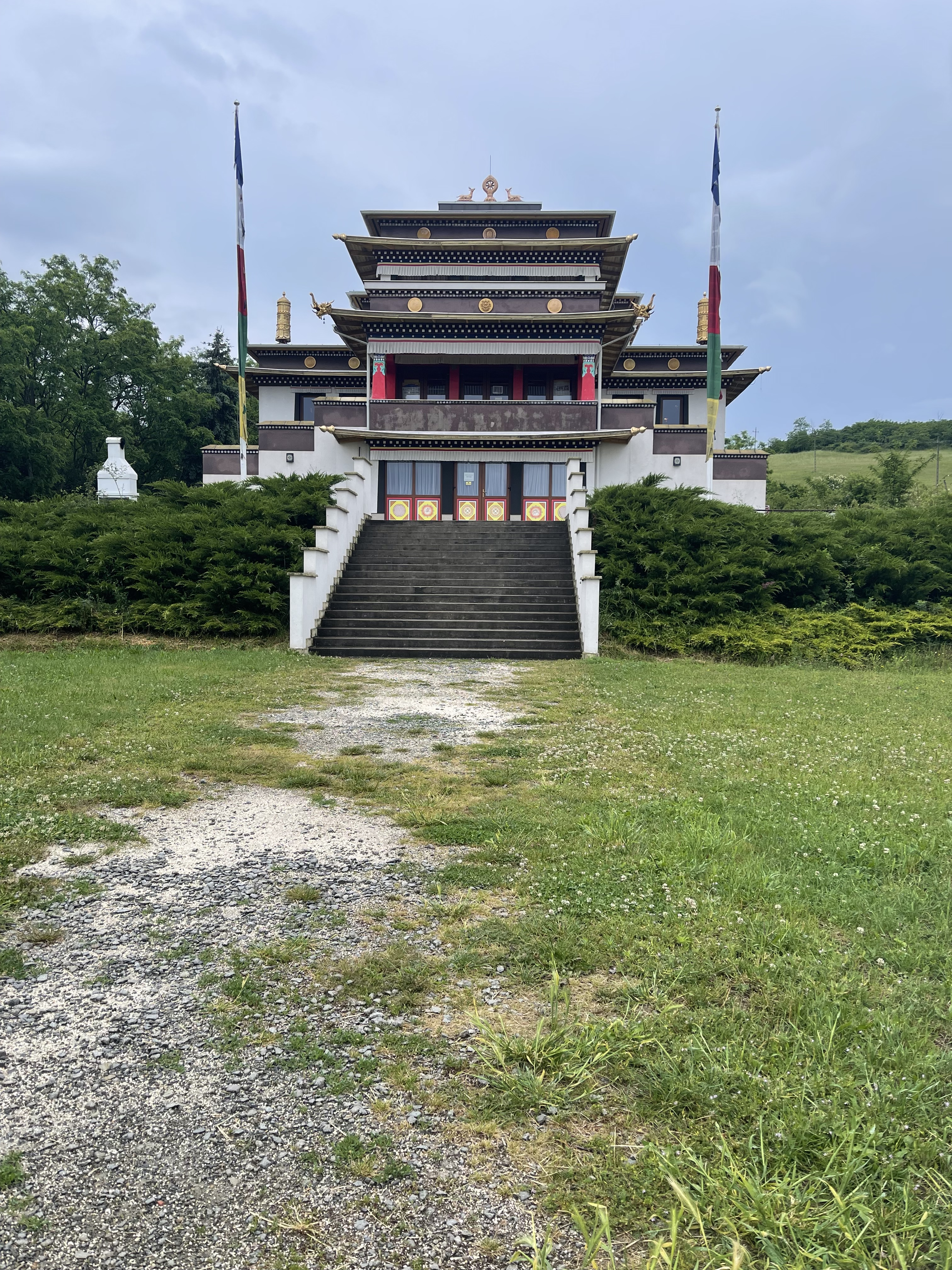
A Tara templom

### Külső hivatkozások
- A magyarországi karma kagyüpa buddhista közösség oldala